# Dichaetomyia flavipalpis
Dichaetomyia flavipalpis är en tvåvingeart som först beskrevs av Stein 1915.  Dichaetomyia flavipalpis ingår i släktet Dichaetomyia och familjen husflugor. Inga underarter finns listade i Catalogue of Life.